# Aphnaeus paroeica
Aphnaeus paroeica är en fjärilsart som beskrevs av Embrik Strand 1922. Aphnaeus paroeica ingår i släktet Aphnaeus och familjen juvelvingar. Inga underarter finns listade i Catalogue of Life.